# Travis Tomko
Travis David Tomko (23 de marzo de 1976) es un luchador profesional retirado estadounidense. Tomko ha ganado campeonatos por parejas en tres promociones, y fue conocido por su tiempo en Total Nonstop Action Wrestling y World Wrestling Entertainment.

## Carrera
A priori en su debut de lucha libre Tomko sirvió como guardaespaldas a la banda de nu metal Limp Bizkit, apareciendo en el video musical de "My Generation" y siendo mencionado en los agradecimientos de Chocolate Starfish and the Hot Dog Flavored Water.

### World Wrestling Entertainment (2002–2006)
Tomko firmó un contrato con World Wrestling Entertainment (WWE) en abril de 2002 y fue asignado a Ohio Valley Wrestling (OVW) para afinar sus habilidades.
Mientras en OVW fue miembro de los Discípulos Synn y junto con Seven capturaron OVW Southern Tag Team Championship, el 5 de marzo, de 2003, pero después ellos lo perdieron al mes posterior con  The Acolytes Protection Agency.
En julio de 2003, Tomko comenzó a trabajar en dark match para WWE Raw brand. Hizo su debut en televisión el 19 de abril de 2004 en Raw, en  Calgary, Alberta, Canadá, interfiriendo en el combate Christian vs Chris Jericho en el que ayuda a Christian a ganar. Su gimmick fue "The Problem Solver", y actuó como un "enforcer" para Christian y su novia Trish Stratus contra Chris Jericho. Sus combates individuales fueron pocos; su principal objetivo era garantizar la victoria para sus respectivos clientes, generalmente interfiriendo en el combate. 
Cuando Christian sufrió una lesión verdadera en su espalda, Tomko continuó obteniendo la ayuda de Trish Stratus en enfrentamientos contra Chris Jericho, Victoria y Steven Richards, en enfrentamientos mixtos de parejas, entre otros. Tras el regreso de Christian, Tomko inmediatamente volvió con él de nuevo.
Su gimmick fue evolucionando con el tiempo hasta darle a Tomko delirios de grandeza. Posiblemente, el más famoso incidente fue en 2005 Royal Rumble cuando Christian le pidió ayuda para sacar del cuadrilátero al rapero John Cena y el respondió que "No". 
El dúo siguió luchando como tag team y en otras ocasiones se les unió Edge. Cada vez que el dúo actuaba con Edge el público consideraba a Tomko como un tercero en la unión ocasional del grupo Edge y Christian, a menudo en jobbing en combates de tres contra tres.
En junio de 2005, Edge, Christian y Tomko unieron sus fuerzas con Eric Bischoff, como parte de la WWE Invasion contra ECW en WWE One Night Stand. Ellos se separaron el 30 de junio cuando en drafted a Christian le tocó ir a SmackDown!.
Después, por su cuenta, Tomko fue pushed como "monster heel", y fue ganando todos los combates individuales contra muchos jobbers por knock out (kayfabe) después de golpearles con big boot en la cabeza. En Raw, él noqueó a los campeones en pareja, Rosey and The Hurricane. Su racha de victorias terminó luego de ser vencido 2 semanas seguidas por John Cena en Raw.
Tomko hizo pareja con Snitsky hasta que en abril de 2006 Tomko renunció a la WWE en buenos términos.

### New Japan Pro Wrestling (2006–2008)
Tomko fue debut en New Japan Pro Wrestling (NJPW) el 1 de julio de 2006, participando en una eight-man tag match que ganó. Unos días más tarde, Tomko y Giant Bernard tomaron parte en un torneo para determinar el IWGP Tag Team Championship y llegaron a la final antes de perder ante Shiro Koshinaka y Togi Makabe. Tomko participó en un torneo para el vacante IWGP Heavyweight Championship, que había sido dejado vacante por Brock Lesnar, y perdió en la primera ronda contra Yuji Nagata. También participó en GP Tag League 2006 en el bloque B con Giant Bernard y llegó a la semifinal antes de perder ante los eventuales ganadores, Masahiro Chono y Shinsuke Nakamura.
En Wrestling Kingdom, Tomko se asoció con D'Lo Brown y Barry Buchanan para tomar Tomohiro Ishii, Togi Makabe y Toru Yano, Makabe cubrió a Buchanan. Tomko perdió ante Togi Makabe en la primera ronda de la New Japan Cup 2007. El 11 de marzo de 2007, Tomko y Giant Bernard derrotaron a Manabu Nakanishi y Takao Omori para ganar el IWGP Tag Team Championship. Tomko y Bernard se unieron a la facción BLACK de Masahiro Chono y eventualmente desertarían a RISE. La pareja ganó G1 Tag League 2007 al derrotar a Hiroshi Tanahashi y Koji Kanemoto.
En Wresling Kingdom, Tomko y Bernard derrotaron a The Steiner Brothers. Perdieron los títulos el 2 de febrero de 2008 a los miembros de Great Bash Heel Togi Makabe y Toru Yano. Tomko fue liberado a principios de marzo de 2008 después de que NJPW decidiera no renovar su contrato. NJPW estaba luchando financieramente y no podía permitirse mantenerlo en marcha. Sin embargo, volvieron a firmar a su compañero del tag team, Giant Bernard.

### Total Nonstop Action Wrestling (2006-2008)
El 23 de noviembre de 2006 Tomko debut en TNA), lo que ayuda Christian Cage, su compañero incluso en WWE, en un partido contra Sting. El 14 de octubre de 2007, una Bound for Glory, ganó el TNA World Tag Team Championship emparejado con AJ Styles, derrotar a Team Pacman (Adam Jones y Ron Killings). Perdieron los cinturones a favor de Kaz y Súper Eric el 15 de abril de 2008. sin tener el permiso solicitado al final de ese mes TNA suspendida Tomko durante dos semanas para participar en un programa de (IGF).
En agosto de 2008 Tomko fue lanzado por TNA.

### Retorno WWE (2008-2009)
El lunes 15 de diciembre hizo su regreso semioficial a la WWE, peleó en un Dark Match frente a Paul Burchill, ganando en 2 minutos. Aunque se esperaba su regreso dejó mucho que desear, ya que no desarrolló todas sus habilidades al máximo, dejando un deplorable combate, incluso se había comentado que Vince McMahon estaba pensando en despedir al luchador, incluso antes de debutar en televisión, aunque poco después se descubrió que sufría una lesión y provocada por un combate frente a Abyss en TNA y que, al empezar el combate, la lesión le causó fuertes dolores en el brazo provocando que este esté de baja hasta recuperarse de su brazo.

### Total Nonstop Action Wrestling (2009-2010)
De regreso en TNA como face y como Tomko el 19 de noviembre de 2009. De vuelta en el ring en un 8 man tag team match con Kurt Angle, Abyss y Bobby Lashley derrotando a World Elite.
Tomko regresó oficialmente a TNA el 14 de enero en TNA Impact! descubriéndose como el desconocido que atacaba a AJ Styles, en meses anteriores.
Tomko fue despedido de TNA el 19 de agosto de 2010.

### Circuito independiente (2013-2016)
El 4 de septiembre de 2013, Tomko hizo su debut en The Ring Warriors, donde afirmó ser el próximo Gran Campeón de Ring Warriors. La semana siguiente, Tomko derrotó a Michael Sain. El 2 de noviembre de 2013, Tomko desafió a Bruce Santee para el Campeonato de Peso Bruyer NWW FUW, pero en la lucha terminó en ninguna competencia.  En 1 de febrero de 2014, Tomko luchó contra Francisco Ciatso en el USA PRO WRESTLING 20th Anniversary Show en Orlando, Florida. Tomko ganó por descalificación cuando Ciatso introdujo una silla en el partido. El 21 de enero de 2016, Tomko hizo un tuit en Twitter que decía que regresaría al ring. Tomko se enfrentó a Locke y QT Santee en FHW Wrestling en Palm Beach, Florida. el 22 de enero de 2016. El 13 de febrero de 2016, Tomko enfrentó a Tommy Vandal en Independient Championship Wrestling en Miami, Florida. El 22 de febrero de 2016 Tomko se enfrentó a James "The Kid" Sabin en Florida Hardcore Wrestling y terminó en una descalificación cuando Sabin golpeó al árbitro con la silla.

## En lucha
- Movimientos finales
  - Kick of Death[9] / Chainsaw Kick (Running arched big boot, a veces a la nuca del oponente)[1][3][4] - 2002-2006
  - Argentine neckbreaker
  - Kneeling belly to belly piledriver[1][3] - 2002-2003

- Movimientos de firma
  - Chokeslam,[1] a veces con ambas manos
  - Gorilla press derivado en slam o fallaway slam[4]
  - Overhead gutwrench shoulderbreaker
  - Rolling cutter
  - Running clothesline
  - Running powerslam
  - Senton bomb – 2006-2008
  - Spinebuster
  - Spinning side slam
  - Full Nelson slam[4]
  - Vertical suplex slam[4]

- Managers
  - Christian Cage
  - Trish Stratus
  - Synn[2]
  - Tim Rice
  - Kurt Angle
  - Karen Angle

- Luchadores dirigidos
  - Christian Cage
  - Trish Stratus
  - Gail Kim

- Apodos
  - The Problem Solver[2]
  - The Insurance Policy

## Campeonatos y logros
- New Japan Pro Wrestling

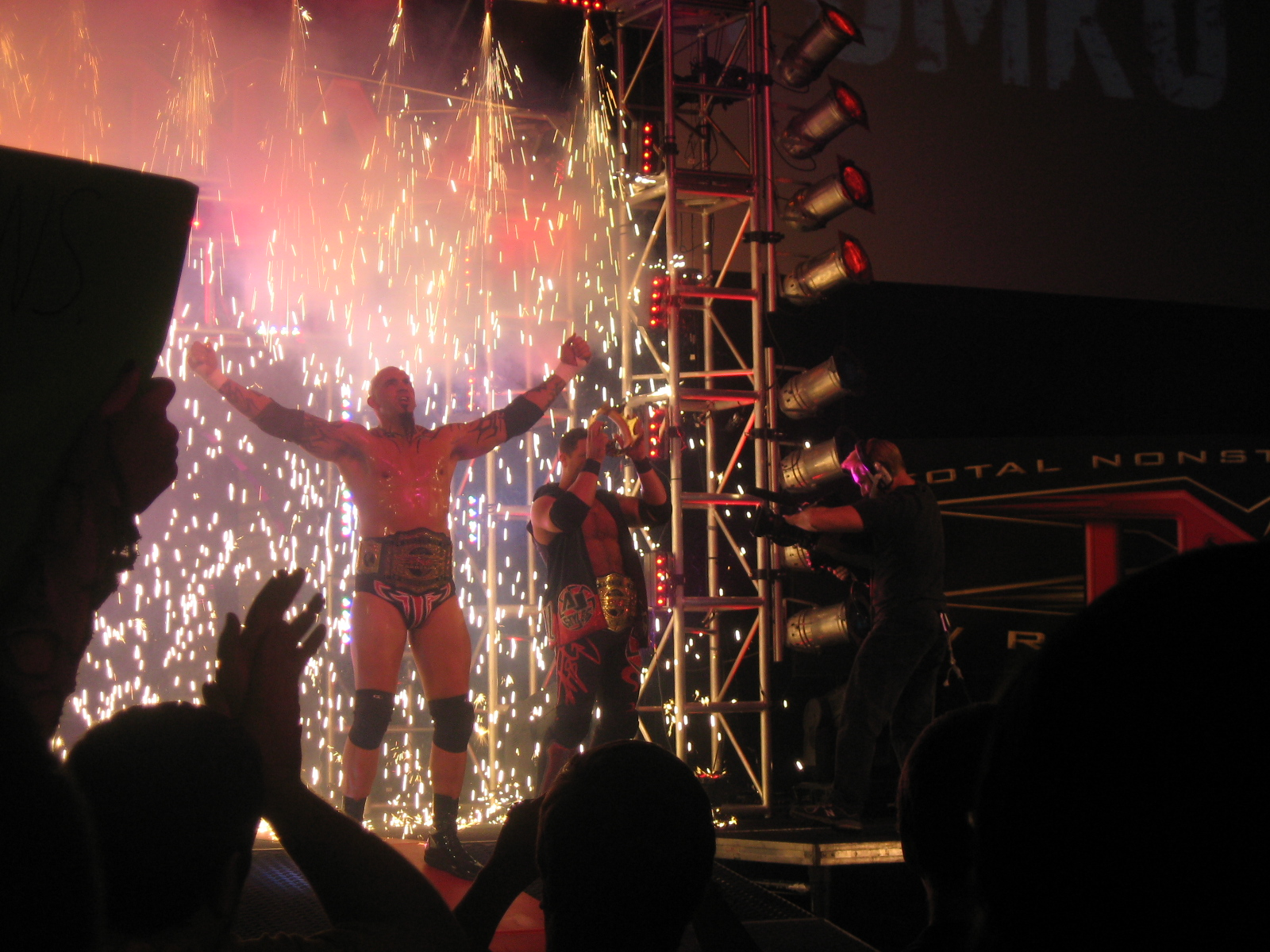
AJ Styles con Tomko como Campeones Mundiales por Parejas de la TNA.

  - IWGP Tag Team Championship (1 vez)[6] – con Giant Bernard
  - G1 Climax Tag League (2007) – con Giant Bernard

- Ohio Valley Wrestling
  - OVW Southern Tag Team Championship (1 vez)[5] – con Seven

- Pro Wrestling Illustrated
  - PWI ranked him #76 of the top 500 singles wrestlers in the PWI 500 in 2004.[10]

- Total Nonstop Action Wrestling
  - TNA World Tag Team Championship (1 vez) – con A.J. Styles

- Wrestling Observer Newsletter awards
  - Worst Worked Match of the Year (2004) vs Stevie Richards at Unforgiven 2004